# Tschechoslowakische Unabhängigkeitserklärung

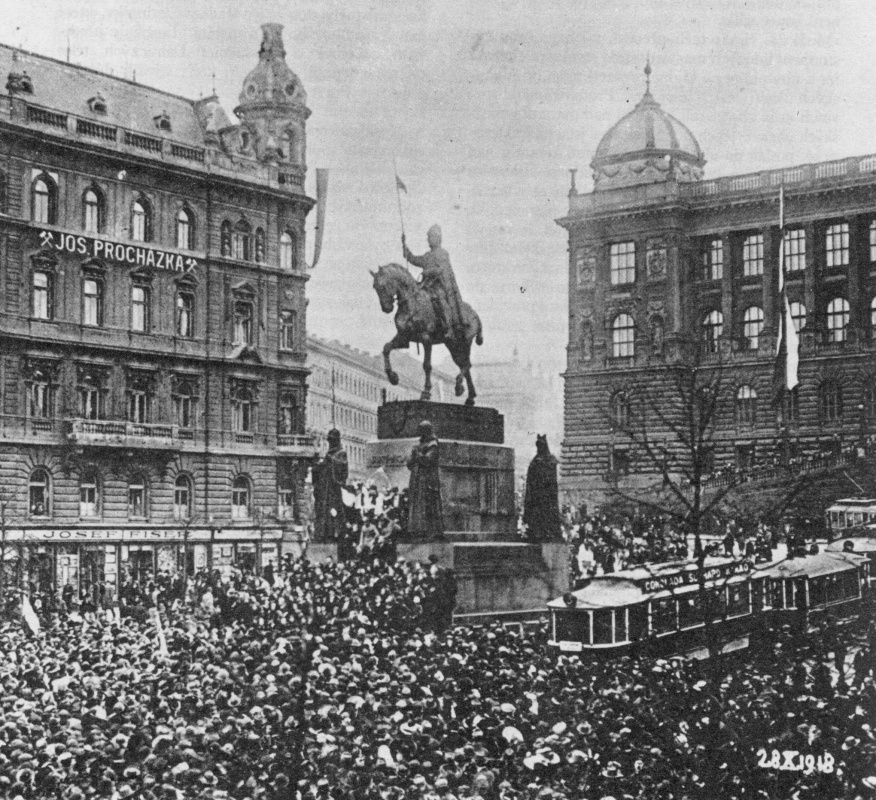
Ausrufung der Unabhängigkeit der Tschechoslowakei am 28. Oktober 1918 auf dem Wenzelsplatz

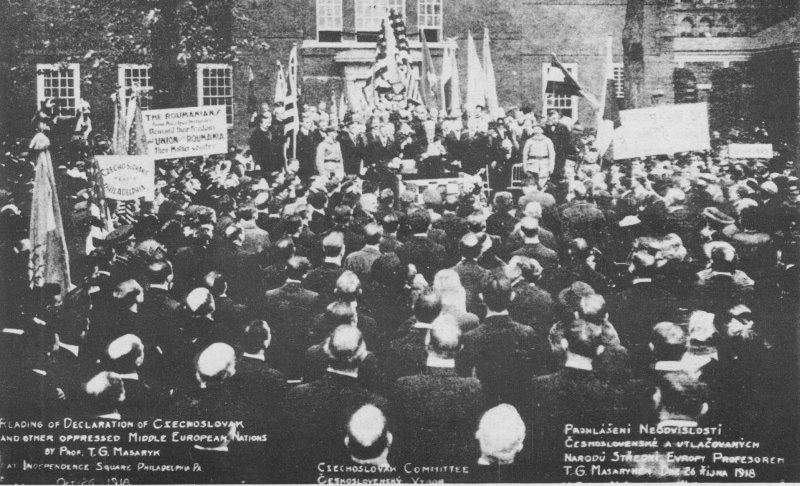
Die Bevölkerung bei der Verkündung der Unabhängigkeit am 28. Oktober

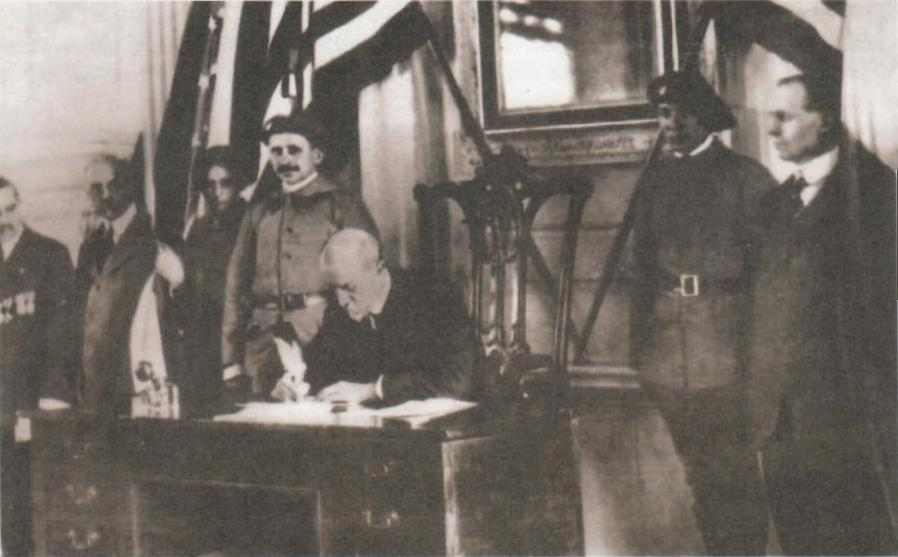
Tomáš Garrigue Masaryk bei der Unterzeichnung der Erklärung

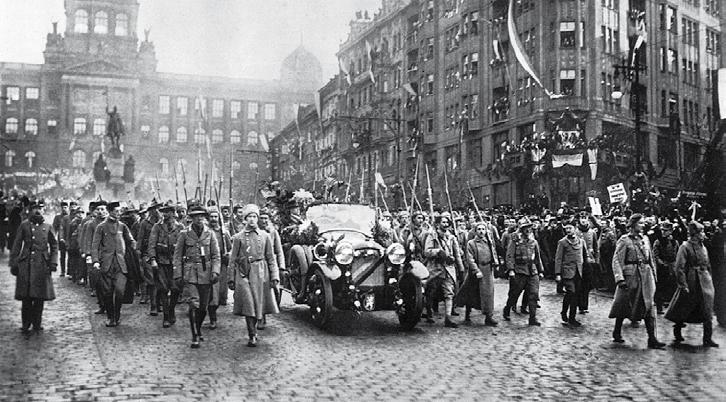
Die tschechoslowakischen Legionäre mit Tomáš Garrigue Masaryk bei einer Parade im Dezember

Die tschechoslowakische Unabhängigkeitserklärung oder Unabhängigkeitserklärung der Tschechoslowakei, oft auch Washingtoner Erklärung (tschechisch: Washingtonská deklarace) genannt, wurde am 18. Oktober 1918 verfasst und trat am 28. Oktober 1918 in Kraft. 
Als Folge der Erklärung wurde die Tschechoslowakei gegründet, das Königreich Böhmen am 31. Oktober 1918 offiziell aufgelöst und in den neuen Staat mit seiner provisorischen Regierung eingegliedert.

## Hintergrund
Im Herbst 1918 war die österreichisch-ungarische Monarchie durch die Auswirkungen des Ersten Weltkrieges in einem Zustand des Zusammenbruchs. Der US-Präsident Woodrow Wilson, der ein großer Unterstützer eines tschechoslowakischen Staates war, forderte das tschechoslowakische Volk und dessen Regierung auf, sich von der Monarchie zu lösen. Am 14. Oktober 1918 verhandelte der österreichisch-ungarische Außenminister Baron István Burián von Rajecz über einen Waffenstillstand auf Grundlage von Wilsons 14-Punkte-Programm. Kaiser Karl I. reagierte mit dem Völkermanifest vom 16. Oktober 1918, um die Auflösung der Monarchie zu verhindern, die Struktur Cisleithaniens zu verändern und aus der österreichischen Monarchie eine Föderation zu schaffen. Um die Abspaltung der nach Unabhängigkeit strebenden Gebiete zu verhindern, wurde in Triest der zukünftige Status der Monarchie verhandelt und dem Gebiet der Tschechoslowakei eine gewisse Autonomie in Aussicht gestellt. Jedoch traf sich die provisorische Regierung der Tschechoslowakischen Republik im selben Zeitraum schon mit den Alliierten. Sie hatte bereits begonnen, die Unabhängigkeitserklärung zu verfassen, und beendete diese Arbeiten am 16. Oktober. Das Dokument wurde von Tomáš Garrigue Masaryk verfasst. Am 17. Oktober präsentierte es Masaryk der US-Regierung. Es erschien in Paris am 18. Oktober 1918 mit Masaryk als Urheber. Die US-Regierung akzeptierte die Erklärung, forderte aber für alle im Staat vertretenen Nationalitäten eine gewisse Autonomie. Nach der Niederlage im Krieg unmittelbar nach der italienischen Offensive in der Schlacht von Vittorio Veneto am 24. Oktober übernahm in Prag eine Gruppe tschechischer Politiker der Geheimorganisation Maffie, die später den Beinamen „Männer des 28. Oktober“ („muži 28. října“) erhielten, das Kommando und erklärte am 28. Oktober 1918 die Tschechoslowakei für unabhängig. 
Diese Männer wollten am Vormittag des 28. Oktober 1918 zunächst vor allem verhindern, dass Lebensmittel – hauptsächlich Mehl – aus den böhmischen Ländern nach Österreich transportiert werden.
Als im Lauf des Tags in Prag bekannt wurde, wonach die österreichisch-ungarische Regierung in der Andrássy-Note die Friedensbedingungen des US-Präsidenten Wilson vom 18. Oktober angenommen und kapituliert hatte, reagierten die Vertreter im Nationalausschuss schnell mit der Übernahme der Macht und proklamierten den unabhängigen Staat.
Sie verlangten von der böhmischen Statthalterei die Übergabe der gesamten Landesverwaltung. Die Übernahme gelang ohne besondere Schwierigkeiten, da der Statthalter für Böhmen Graf Coudenhove in Wien und sein Stellvertreter Hofrat Johann Kosina Tscheche war. Mit dem Gesetz über die Errichtung des selbstständigen tschechoslowakischen Staates wurde die staatliche Verwaltung dem Nationalausschuss unterstellt und die rechtliche Kontinuität gesichert. Die Frage der Staatsform blieb jedoch offen.
Auch wenn die Verhandlungen mit den Militärbehörden nicht ganz so reibungslos verliefen, konnten die erregten Volksmengen die österreichischen Hoheitszeichen überall entfernen und für die Selbständigkeit demonstrieren.
Der Gegenumsturzversuch der Prager Militärbehörden in der Nacht vom 29. zum 30. Oktober scheiterte, da die Soldaten sich zum einen Teil sich nun als Angehörige der neuen Nationalarmee fühlten oder einfach nach Hause wollten. Die Soldaten aus Ungarn und Rumänen hatten angesichts der zerfallenden Donaumonarchie andere Sorgen als deren Machterhalt. Vorläufiger Befehlshaber der neuen Truppen wurde der Sokolführer Josef Scheiner.
Am 30. Oktober schlossen sich die Vertreter der slowakischen politischen Parteien in der Martiner Deklaration an und erklärten sich als Teil des Tschechoslowakischen Staates für unabhängig.

## Die Erklärung
Ein Großteil der Erklärung umfasst Monologe, die gegen die Habsburger und den Adel gerichtet waren. Der letzte Teil des Dokuments beschreibt den neuen Staat als eine freie und demokratische Republik, in der es Religions- und Pressefreiheit sowie eine unabhängige Justiz gibt. Die Kirche sollte vom Staat getrennt werden. Ein allgemeines Wahlrecht und gleiche Rechte für Frauen sollten eingeführt werden. Die Erklärung fordert zusätzlich einen vom Tschechoslowakismus dominierten politischen Parlamentarismus. Die nationalen Minderheiten sollten alle die gleichen Rechte erhalten sowie wirtschaftlich und kulturell nicht unterdrückt werden. 
Bereits am 18. Oktober 1918 verfassten Masaryk, Štefánik und Beneš die sogenannte Deklaration von Washington. Es ist die Unabhängigkeitserklärung des tschechoslowakischen Volkes. Darin erteilten sie den Ideen des österreichischen Kaisers Karl I. vom 16. Oktober eine Absage.
Das Dokument wurde noch am 18. Oktober dem US-Außenministerium in Washington überreicht und heißt daher auch „Erklärung von Washington“ (Washingtonská deklarace). Am selben Tag lehnte die amerikanische Regierung offiziell das Angebot von Karl I. ab.
Viele Historiker sehen das Dokument der Unabhängigkeitserklärung entscheidend für dem Weg zum eigenen Staat – und nicht die Proklamation in Prag zehn Tage später.
Tomáš Garrigue Masaryk wurde erster tschechoslowakischer Staatspräsident, Edvard Beneš wurde Außenminister und Milan Rastislav Štefánik erster Kriegsminister des neuen Staates, der durch die Verfassung nun als Československá republika und später von Historikern als Erste Tschechoslowakische Republik bezeichnet wurde.

## Die Unterzeichner
- Tomáš Garrigue Masaryk
- Edvard Beneš
- Milan Rastislav Štefánik

## Folgen
Nach der Unabhängigkeitserklärung wurde die Tschechoslowakei von Großbritannien, Frankreich und den Vereinigten Staaten am 19. Oktober 1918 als eigener Staat anerkannt. Am 31. Oktober wurde das Königreich Böhmen aufgelöst und in den neuen Staat eingegliedert. 
Wegen der Eingliederung der Slowakei kam es 1919 zu Grenzkonflikten mit Ungarn. Das Königreich Ungarn führte trotz der schlechten Lage bis 1920 Krieg gegen die Tschechoslowakei.